# Monteverdi Basel Motors
 Monteverdi Binningen Motors  o Monteverdi Basel Motors va ser un equip suís de cotxes de competició que va arribar a disputar curses a la Fórmula 1.
La companyia Monteverdi va ser creada l'any 1956 per Piero Monteverdi (1934 – 1998), amb la seu a Binningen, prop de Basilea, Suïssa.
Aviat els seus primers models, cotxes petits de fórmula, es van guanyar una excel·lent reputació i un reconeixement internacional que van portar a que en la temporada 1961 construís el primer monoplaça de fórmula 1 de Suïssa.
Monteverdi va debutar a la F1 amb el seu creador, el pilot Piero Monteverdi, al GP d'Alemanya no aconseguint qualificarse per disputar la cursa.
L'escuderia no va disputar cap més GP, però la producció de la companyia va derivar cap a esportius de gran luxe, competidors de vehicles prestigiosos com Ferrari o Lamborghini.
L'any 1990, Monteverdi va provar de tornar a la F1 comprant l'equip Onyx, reanomenant-lo com a "Monteverdi-Onyx" per la disputa de la temporada 1990. Aquest equip però, només va disputar 10 de les 16 curses programades a la temporada, retirant-se de la competició.

## Palmarès a la F1
- Curses: 11
- Victòries: 0
- Podiums: 0
- Punts: 0